# 廉江县梧村垌村起义
廉江县梧村垌村起义，是在中国近代史上的一次起义。1927年7月31日，廉江县发生了一场农民武装起义，由刘锡寿等组织的300多名农军在梧村垌村发动。这场起义引起了省内外的广泛关注，被视为武装斗争的开端，标志着“廉江工农革命委员会”和“廉江县工农红军”的成立。在激烈的战斗中，农军耗尽了粮食和弹药，有11名起义人员牺牲。尽管起义失败，但黄平民随后被派回廉江继续组织革命活动，他与100多名党员和农民积极分子在梧村垌烈士墓前举行了一场追悼会。
1928年4月，中国共产党在廉江县建立了第一个县委会。然而，随后由于中共广东省南路特委被破坏，廉江县的革命斗争中断了一段时间。